# Таяр Тетова
Таяр бей Тетова (на албански: Tajar bey Tetova; на турски: Kalkandelenli Tayyar) е албански хайдутин в Южна Албания и Македония.

## Биография
Роден е в края на XIX век в Тетово, чието име носи като фамилно. Произхожда от виден род земевладелци. Тетова влиза в османската армия и се издига до чин капитан.
През 1908 година е изпратен да подкрепи османски части срещу албанските надигания в Битоля. На 22 юни 1908 година Таяр Тетова начело на 150 албанци се разбунтува и присъединява към революционерите. Създава военна лига, изисквайки разпускането на правителството на младотурците и общи избори, твърдейки, че кабинетът е избран чрез терор от страна на комитета на младотурците. Тетова и неговите войници изземват всички оръжия и муниции, както и две тежки картечници на турците в Битоля. След това разширява района на действието си към Дебър, Корча и Колония. По-късно се присъединява към Сали Бутка и неговите бойци и двамата заедно се бият срещу нашествениците в Албания.
За кратко е кмет на Елбасан. Неговото име носи улица в града.